# Bärenhäuser
Bärenhäuser ist ein Gemeindeteil der Stadt Naila im oberfränkischen Landkreis Hof in Bayern. Bärenhäuser liegt in der Gemarkung Culmitz.

## Geografie
Die Einöde liegt an einem namenlosen rechten Zufluss der Culmitz. Eine Anliegerstraße führt nach Bärenhaus (0,2 km östlich).Bei Bärenhäuser stehen zwei Ahornbäume und eine Esche, die als Naturdenkmäler ausgezeichnet sind.

## Geschichte
Bärenhäuser bzw. Bärenhaus ist im letzten Drittel des 18. Jahrhunderts entstanden. Der Ort gehörte zur Realgemeinde Marlesreuth. Gegen Ende des 18. Jahrhunderts bestand Bärenhäuser aus zwei Anwesen (1 Söldengut, 1  Tropfhaus). Die Hochgerichtsbarkeit hatte das bayreuthische Vogteiamt Naila; diese wurde aber auch vom  bambergischen Centamt Enchenreuth beansprucht. Die bambergische Amtsverwaltung Nestelreuth war Grundherr beider Anwesen.
Von 1797 bis 1810 unterstand Bärenhäuser dem Justiz- und Kammeramt Naila. Infolge des Ersten Gemeindeedikts wurde Bärenhäuser dem 1812 gebildeten Steuerdistrikt Culmitz und der zugleich entstandenen Ruralgemeinde Culmitz zugewiesen. Im Zuge der Gebietsreform in Bayern wurde Bärenhäuser am 1. Juli 1971 nach Naila eingemeindet.

### Einwohnerentwicklung
| Jahr      | 1799   | 1819  | 1861   | 1871   | 1885   | 1900   | 1925   | 1950   | 1961   | 1970   | 1987  |
| Einwohner | 7      | *     | 11     | 11     | 11     | 9      | 6      | 4      | 5      | 4      | 2     |
| Häuser    | 2      |       |        |        | 2      | 2      | 2      | 1      | 1      |        | 1     |
| Quelle    | [ 11 ] | [ 8 ] | [ 12 ] | [ 13 ] | [ 14 ] | [ 15 ] | [ 16 ] | [ 17 ] | [ 18 ] | [ 19 ] | [ 1 ] |

## Religion
Bärenhäuser ist evangelisch-lutherisch geprägt und war ursprünglich nach St. Simon und Judas (Marlesreuth) gepfarrt, seit dem 19. Jahrhundert ist die Pfarrei Naila zuständig.